# Psorospermum
Genre
Psorospermum est un genre de plantes à fleurs de la famille des Hypericaceae.

## Liste d'espèces
Selon Catalogue of Life (1 septembre 2017) :
- Psorospermum alternifolium Hook. fil.
- Psorospermum amplifolium Tul. ex H. Perrier
- Psorospermum androsaemifolium Baker
- Psorospermum atrorufum H.Perrier
- Psorospermum aurantiacum Engl.
- Psorospermum axillare (G. Don) H. Perrier
- Psorospermum brachypodum Baker
- Psorospermum bullatum H.Perrier
- Psorospermum cerasifolium Baker
- Psorospermum chionanthifolium Spach
- Psorospermum cornifolium Spach
- Psorospermum corymbiferum Hochr.
- Psorospermum crenatum (Pers.) Hochr.
- Psorospermum densipunctatum Engl.
- Psorospermum fanerana Baker
- Psorospermum febrifugum Spach
- Psorospermum ferrovestitum Baker
- Psorospermum glaberrimum Hochr.
- Psorospermum humile H. Perrier
- Psorospermum lamianum H.Perrier
- Psorospermum lanatum Hochr.
- Psorospermum lanceolatum Drake
- Psorospermum malifolium Baker
- Psorospermum mechowii Engl.
- Psorospermum membranaceum C. H. Wright
- Psorospermum membranifolium Baker
- Psorospermum molluscum (Pers.) Hochr.
- Psorospermum nanum H. Perrier
- Psorospermum nervosum H.Perrier
- Psorospermum populifolium Baker
- Psorospermum revolutum (Choisy) Drake
- Psorospermum rienanense H.Perrier
- Psorospermum rubrifolium H.Perrier
- Psorospermum sambiranense H.Perrier
- Psorospermum senegalense Spach
- Psorospermum sexlineatum H.Perrier
- Psorospermum staudtii Engl.
- Psorospermum stenophyllum H.Perrier
- Psorospermum tenuifolium Hook. fil.
- Psorospermum trichophyllum Baker
- Psorospermum versicolor H.Perrier

Selon The Plant List (1 septembre 2017) :
- Psorospermum alternifolium Hook.f.
- Psorospermum amplifolium Tul. ex H. Perrier
- Psorospermum androsaemifolium Baker
- Psorospermum atrorufum H. Perrier
- Psorospermum aurantiacum Engl.
- Psorospermum baumannii Engl.
- Psorospermum baumii Engl.
- Psorospermum brachypodum Baker
- Psorospermum bullatum H. Perrier
- Psorospermum cerasifolium Baker
- Psorospermum chionanthifolium Spach
- Psorospermum cornifolium Spach
- Psorospermum corymbiferum Hochr.
- Psorospermum crenatum (Pers.) Hochr.
- Psorospermum densipunctatum Engl.
- Psorospermum fanerana Baker
- Psorospermum febrifugum Spach
- Psorospermum ferrovestitum Baker
- Psorospermum glaberrimum Hochr.
- Psorospermum humblotii Drake
- Psorospermum humile H. Perrier
- Psorospermum lamianum H. Perrier
- Psorospermum lanatum Hochr.
- Psorospermum lanceolatum (Choisy) Hochr.
- Psorospermum malifolium Baker
- Psorospermum mechowii Engl.
- Psorospermum membranaceum C.H.Wright
- Psorospermum membranifolium Baker
- Psorospermum molluscum (Pers.) Hochr.
- Psorospermum nanum H. Perrier
- Psorospermum nervosum H. Perrier
- Psorospermum populifolium Baker
- Psorospermum revolutum (Choisy) Hochr.
- Psorospermum rienanense H. Perrier
- Psorospermum rubrifolium H. Perrier
- Psorospermum sambiranense H. Perrier
- Psorospermum senegalense Spach
- Psorospermum sexlineatum H. Perrier
- Psorospermum staudtii Engl.
- Psorospermum stenophyllum H. Perrier
- Psorospermum tenuifolium Hook.f.
- Psorospermum trichophyllum Baker
- Psorospermum versicolor H. Perrier

Selon Tropicos (1 septembre 2017) (Attention liste brute contenant possiblement des synonymes) :
- Psorospermum alternifolium Hook. f.
- Psorospermum androsaemifolium Baker
- Psorospermum angolense Exell
- Psorospermum atrorufum H. Perrier
- Psorospermum aurantiacum Engl.
- Psorospermum axillare Benth. & Hook. f.
- Psorospermum bakeri Hochr.
- Psorospermum baumannii Engl.
- Psorospermum baumii Engl.
- Psorospermum brachypodum Baker
- Psorospermum bullatum H. Perrier
- Psorospermum campestre Engl.
- Psorospermum cerasifolium Baker
- Psorospermum chionanthifolium Spach
- Psorospermum citrifolium Spach
- Psorospermum cordiaefolium Spach
- Psorospermum cornifolium Spach
- Psorospermum corymbiferum Hochr.
- Psorospermum crenatum (Pers.) Hochr.
- Psorospermum cuspidatum Spach
- Psorospermum densipunctatum Engl.
- Psorospermum emarginatum Baker
- Psorospermum fanerana Baker
- Psorospermum febrifugum Spach
- Psorospermum ferrovestitum Baker
- Psorospermum ferrugineum Hook. f.
- Psorospermum floribundum Hutch. & Dalziel
- Psorospermum forbesii Baker
- Psorospermum glaberrimum Hochr.
- Psorospermum guineense (L.) Hochr.
- Psorospermum humblotii Drake
- Psorospermum humile H. Perrier
- Psorospermum kerstingii Engl.
- Psorospermum lamianum H. Perrier
- Psorospermum lanatum Hochr.
- Psorospermum lanceolatum (Choisy ex DC.) Hochr.
- Psorospermum laxiflorum (Engl.) Engl.
- Psorospermum leptophyllum Baker
- Psorospermum malifolium Baker
- Psorospermum mechowii Engl.
- Psorospermum membranaceum C.H. Wright
- Psorospermum membranifolium Baker
- Psorospermum microcarpum Baker
- Psorospermum molluscum (Pers.) Hochr.
- Psorospermum nanum H. Perrier
- Psorospermum nervosum H. Perrier
- Psorospermum pauciflorum Baker
- Psorospermum populifolium Baker
- Psorospermum revolutum (Choisy) Hochr.
- Psorospermum rienanense H. Perrier
- Psorospermum rubrifolium H. Perrier
- Psorospermum sambiranense H. Perrier
- Psorospermum senegalense Spach
- Psorospermum sexlineatum H. Perrier
- Psorospermum staudtii Engl.
- Psorospermum stenophyllum H. Perrier
- Psorospermum tenuifolium Hook. f.
- Psorospermum thompsonii Hutch. & Dalziel
- Psorospermum trichophyllum Baker
- Psorospermum umbellulatum Hutch. & Dalziel
- Psorospermum venulosum Baker
- Psorospermum versicolor H. Perrier
- Psorospermum verticillatum Scott-Elliot